# Frames (Earth & Fire Orchestra)
Frames is het debuutalbum van het Earth & Fire Orchestra.
Na een periode van stilte startte in 1987 de band Earth & Fire weer op. Gitarist Chris Koerts en toetsenist Gerard Koerts waren daar niet bij aanwezig. Zij wilden zich richten op het schrijven voor zichzelf en anderen. Samen met Marcel van der Lans richtten zij produktiemaatschappij Lanko (Lans/Koerts) op. De eerste muziek die daaruit volgde gaven ze de titel Frames. Ze boden het aan bij platenlabels, maar die bevonden zich in een crisis en zagen niets in een album met instrumentale muziek met lange soli. In die jaren had bijna geen enkel label interesse voor de progressieve rock. De teleurstelling werd te groot en het drietal koos voor een uitgave in eigen beheer, waarbij ze tegelijkertijd alle vrijheid konden veroorloven. In plaats van pluggers van platenmaatschappijen het werk te laten doen, ging Van der Lans het album promoten bij de radiostations en dat bleek te werken. Een eerste persing zou al uitverkocht zijn voordat het album in de winkels lag. Er gingen uiteindelijk meer dan 10.000 exemplaren over de toonbank. OOR's Pop-encyclopedie (versie 1992) constateerde eveneens een goede verkoop van het album.
Het album laat de beide hoofdinstrumenten van de broers horen, alles via MIDI in het Steinberg Pro 24 programma en Atari-apparatuur. Opnamen vonden plaats bij de heren thuis en in de ML Studio in Den Haag.

## Musici
- Chris Koerts – gitaren
- Gerard Koerts- toetsinstrumenten
- gebruikte apparatuur: Steinberg Pro 24; Atari S900, Atari S700, Atari S612, Atari X7000, Atari VX90, Roland Jupiter-6, GM70 gitaar midi converter, Yamaha DX7

## Muziek
| Nr. | Titel                                                          | Duur  |
| --- | -------------------------------------------------------------- | ----- |
| 1.  | Frames (Chris Koerts, Gerard Koerts)                           | 7:17  |
| 2.  | Passant deux (Chris Koerts, Gerard Koerts)                     | 10:16 |
| 3.  | Sky express (Chris Koerts, Gerard Koerts)                      | 4:15  |
| 4.  | Fata-morgana (Chris Koerts, Gerard Koerts)                     | 21:44 |
| 5.  | Rhythm ball (Chris Koerts, Gerard Koerts, Marcel van der Lans) | 7:45  |
| 6.  | Idee fixe (Chris Koerts, Gerard Koerts)                        | 5:53  |
| 7.  | Voo Doo (Chris Koerts, Gerard Koerts, Marcel van der Lans)     | 9:23  |
| 8.  | Frog (Chris Koerts, Gerard Koerts, Marcel van der Lans)        | 0:01  |